# Warren Westlund
Warren DeHaven Westlund (ur. 20 sierpnia 1926 w Olympii, zm. 13 lutego 1992 w Seattle) – amerykański wioślarz, złoty medalista olimpijski
Wystąpił na igrzyskach olimpijskich w Londynie w 1948 roku, gdzie osada USA w składzie: Warren Westlund, Bob Martin, Bob Will, Gordy Giovanelli i Allen Morgan (sternik) wywalczyła złoty medal w czwórkach ze sternikiem. W finale o 3 sekundy pokonali Szwajcarów, a o 8,3 sekundy wyprzedzili Duńczyków. Był to jego jedyny start olimpijski.
Kształcił się na University of Washington. Z zawodu był dealerem samochodowym marek GMC i Buick.